# Juan Bautista Pomar
Juan Bautista (de) Pomar (Texcoco, 1535 circa – 1590) è stato uno storico e scrittore messicano interessato alla storia precolombiana degli Aztechi.

## Biografia
Secondo quanto scritto da fra' Juan de Torquemada, possiamo stimare che sia nato nel 1535 a Texcoco. Era pronipote di Acolmiztli Nezahualcóyotl, e mezzo-spagnolo dal lato del padre. Considerato nobile dagli spagnoli, riuscì ad ottenere una delle case reali del suo antenato a Texcoco.
Pomar fu allevato come un cristiano ma imparò le tradizioni azteche dalla madre. Era bilingue e parlava e scriveva sia in spagnolo che in lingua nahuatl. A lui viene attribuita una delle più importanti raccolte di poesia nahuatl, il Romances de los señores de Nueva España.
Tra le opere più importanti di Pomar si trova un racconto di Aztechi e Tlatelolchi, Relación de Juan Bautista Pomar, completato nel 1582. Egli intervistò anziani nativi americani, che raccontarono i loro ricordi dei vecchi usi e costumi del loro popoli. Quest'opera , scritta su suggerimento del medico di Filippo II di Spagna, è complementare ai lavori di Bernardino de Sahagún e Fernando de Alva Cortés Ixtlilxochitl. 
Pomar scrisse anche un trattato in cui reclamava i diritti sull'eredità di Nezahualcoyotl.